# Нордгрен, Карл Вильгельм
Карл Вильгельм Нордгрен (швед. Carl Wilhelm Nordgren; 11 мая 1804, Стокгольм — 9 января 1857, Стокгольм) — шведский художник-портретист, ученик Фредрика Вестина.

## Биография
Родился в 1804 году в Стокгольме в семье часовщика. В юности служил трубачом в шведской конной гвардии: эта должность являлась контрактной и сравнительно хорошо оплачивалась. Способности Нордгрена к рисованию были замечены графом Магнусом Браге, другом и фаворитом короля Швеции Карла XIV Юхана (маршала Бернадотта).
Браге определил 25-летнего трубача в Шведскую академию художеств, где его основным учителем стал придворный портретист Фредрик Вестин. По окончании Академии, Нордгрен сделал успешную карьеру живописца. 
Считается, что всего он написал около 600 оригинальных портретов, а также некоторое количество пейзажей, религиозных и жанровых сцен, и достаточно большое количество копий с портретов кисти других художников. 
Художнику позировал сам король, а следом за королём — многие представители шведской аристократии. Кроме того, король заказывал Нордгрену и пейзажи, например, вид Грипсхольма (в 1831 году). 
В 1828–1856 годах Нордгрен неоднократно выставлял свои работы на выставках Стокгольмской академии. Сегодня его работы представлены в собраниях многих музеев Швеции а также в интерьерах замка Грипсхольм и стокгольмского Королевского оперного театра. 
Карл Вильгельм Нордгрен скончался в Стокгольме в 1857 году. Его сын, Аксель Вильгельм, также стал художником.

## Галерея

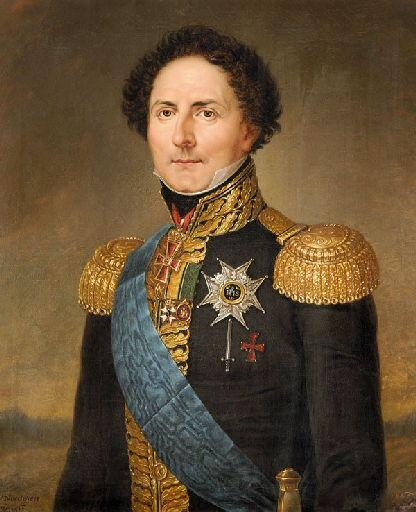
Карл XIV Юхан
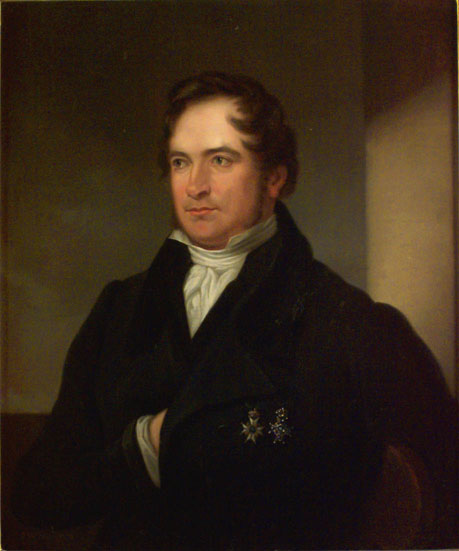
Эрик Густав Гейер
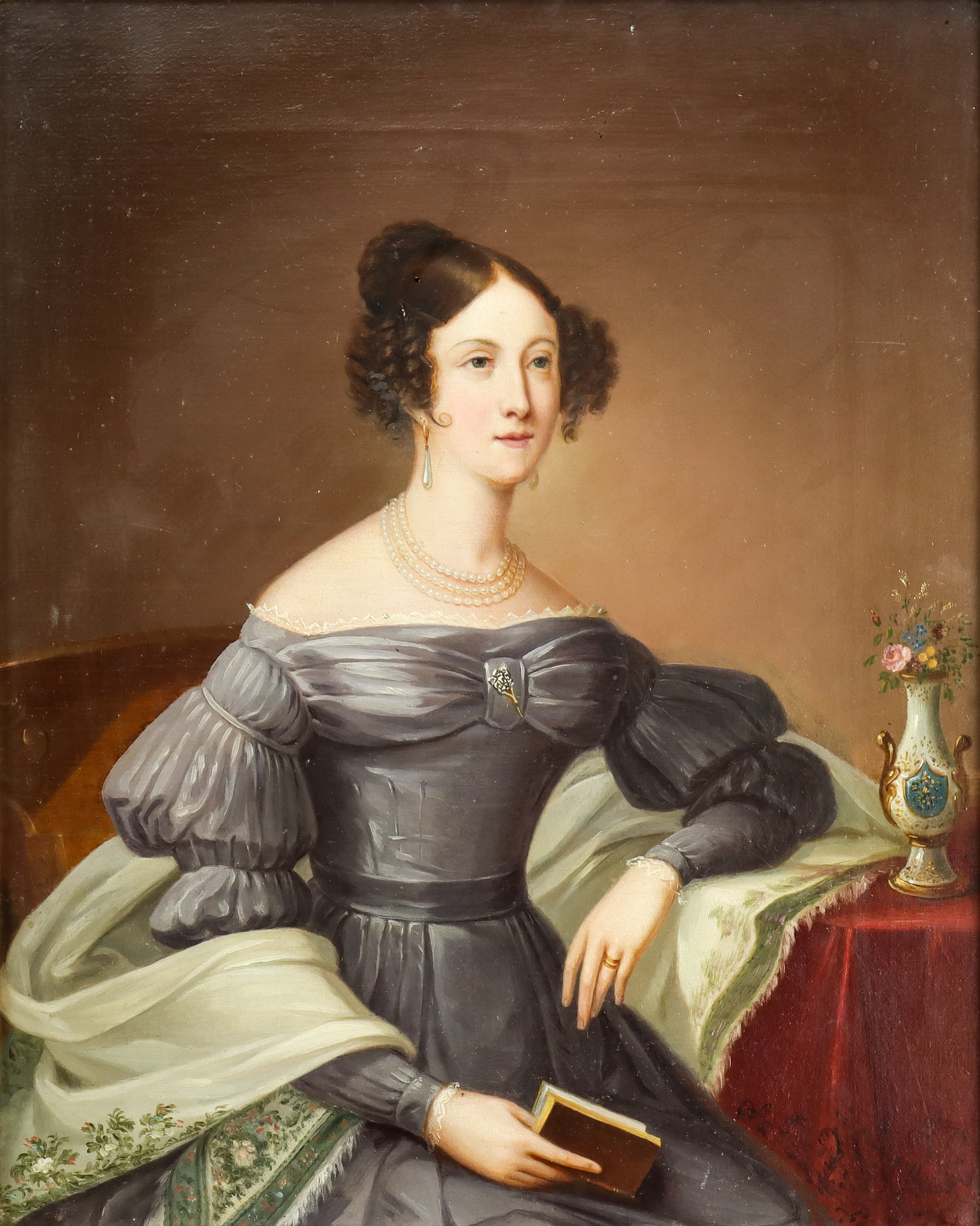
Баронесса Беата Фредерика Шарлотта Врангель
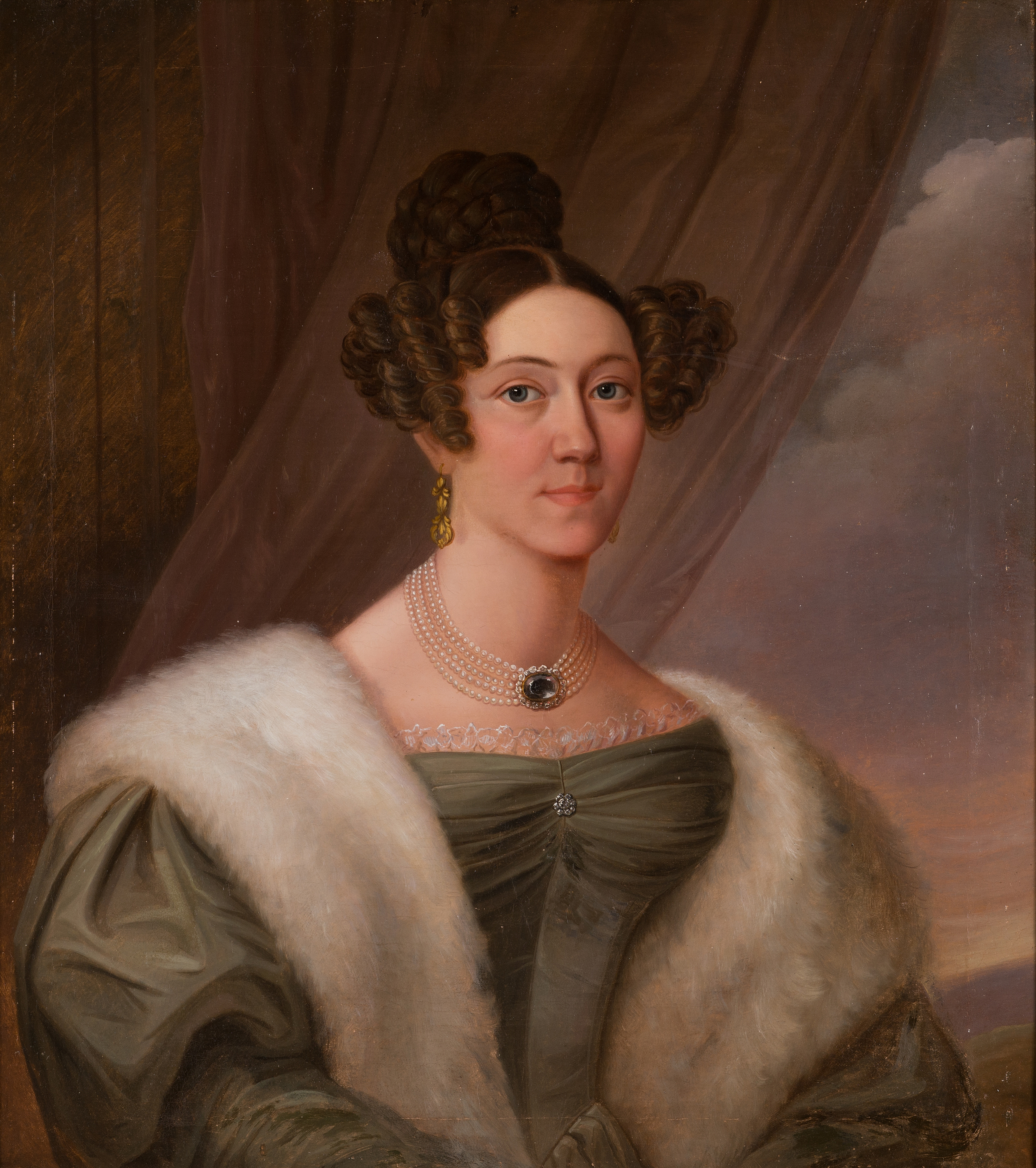
Мария Селениус